# Markus Båth
Karl Markus Båth, född 29 juli 1916 i Katrineholm, död 27 oktober 2000 i Uppsala, var en svensk meteorolog och seismolog. Han introducerade 1961 seismologin som självständigt akademiskt ämne i Sverige.
Efter studentexamen i Norrköping 1936 blev Båth filosofie kandidat vid Uppsala universitet 1939, filosofie magister 1940, filosofie licentiat 1943 och filosofie doktor 1949. Han var amanuens vid meteorologiska institutionen i Uppsala 1939, assistent där 1940–49, blev docent i seismologi samt teoretisk och experimentell meteorologi i Uppsala 1949, var föreståndare för seismologiska avdelningen där 1949–61 och blev forskardocent 1954. År 1961 blev han laborator och chef för den då inrättade seismologiska institutionen i Uppsala, där han blev professor 1967. Han slutade som chef 1976 och blev emeritus 1981. 
Båth installerade seismiska stationer i Kiruna 1951, i Skalstugan 1956, i Göteborg 1958, i Umeå 1960, i Karlskrona 1961, i Uddeholm 1966 och i Delary 1967. Han var särskilt inriktad på studiet av jordskalv i Fennoskandia och energibestämningar för mer avlägsna jordskalv. Båths lag säger att det kraftigaste efterskalvet är 1,2 magnitudenheter lägre än huvudskalvet. Utöver nedanstående skrifter utgav han över 300 artiklar inom seismologi och meteorologi samt författade seismologiska bulletinen för Uppsala från 1939, för Kiruna från 1951 och för det svenska stationsnätet 1956–75.
Båth var svensk delegat för seismologi vid internationella geofysiska unionens kongress i Oslo 1948, i Bryssel 1951, i Rom 1954, i Toronto 1957, i Helsingfors 1960, i Berkeley 1963 och i Zürich 1967. Han var vice president i International Association of Seismology and Physics of the Earth's Interior (IASPEI) 1956–57 och associerad generalsekreterare där 1957–63.